# 雷曼苏
雷曼苏是巴西巴伊亚州的一个市镇。总面积4693.505平方公里，总人口37625人，人口密度8人/平方公里。